# John Pinone
John Pinone, né le 19 février 1961, à Hartford, dans le Connecticut, est un ancien joueur américain de basket-ball. Il évolue durant sa carrière au poste d'ailier fort.

## Palmarès
- Finaliste du championnat du monde 1982
- Vainqueur de l'Universiade d'été de 1981
- Coupe du Roi 1992